# 京都市営バス三哲支所
京都市営バス九条営業所三哲支所（きょうとしえいバスくじょうぎょうしょさんてつししょ）は、京都市下京区西洞院通塩小路上る東塩小路町にかつて存在していた京都市営バスの営業所。
跡地は下京区総合庁舎となっているが、現在でも1階部分の一部が操車場としての機能を持っている。

## 沿革
- 1970年4月：京都市営バス三哲営業所として開設。
- 1977年10月：九条営業所開設に伴い、同所の支所となる。
- 1979年5月：八条営業所、北野支所の廃止、および洛西営業所開設に伴い、担当系統が変更。
- 1981年5月：京都市営地下鉄烏丸線開通に伴う路線再編で、運行系統が変更となる。
- 1983年11月：三哲支所を廃止する。
- 1986年4月：三哲操車場の供用を開始する。

## 担当系統
- 1979年5月 - 1981年5月：4、14、50、78、233、300
- 1981年5月 - 1983年11月：4、6、14、50

## 廃止時所管路線

### 4号系統
現在は西賀茂営業所が担当

### 6号系統
現在は九条営業所が担当

### 14号系統
西賀茂営業所を参照

### 50号系統
現在は九条営業所が担当

## 撤退路線

### 78号系統
現在は洛西営業所（近鉄バス委託）が担当

### 233号系統
梅津営業所を参照

### 300号系統
梅津営業所を参照